# عرفان سعادتی فرد
عرفان سعادتی فرد (زادهٔ ۱۱ خرداد ۱۳۷۴ در کوهدشت) کشتی‌گیر ایرانی در دسته‌های ۶۰ کیلوگرم کشتی فرنگی است.او برندهٔ مدال نقره جوانان آسیا، در سال ۲۰۱۵ در دسته ۶۰ کیلوگرم در کشور میانمار شد.
سعادتی فرد مدال برنز سی و ششمین دوره رقابت های بین المللی جام تختی که در تهران برگزار شد را دارد.و در رقابت های بین المللی جام جمهوریت که در ترکیه برگزار شد مدال برنز را کسب کرد.
وی همچنین در رقابت های کشتی فرنگی قهرمانی جوانان جهان که به میزبانی برزیل در سال ۲۰۱۵ در وزن ۶۰ کیلوگرم حضور داشت اما نتوانست مدالی کسب کند.